# Salcott
Salcott eller Salcott-cum-Virley är en by och en civil parish i Colchester i Essex i England. Orten har 317 invånare (2011).